# ResearcherID

ResearcherID este un sistem de identificare pentru autori științifici. Sistemul a fost introdus în Ianuarie 2008 de Thomson Reuters.